# Bomberman Jetters
Bomberman Jetters (яп. ボンバーマン ジェッターズ Бомба:ман Дзэтта:дзу) — аниме-сериал, основанный на линейке популярных игр от компании Hudson Soft. В отличие от предыдущих сериалов о Бомбермене, Bomberman Jetters больше следует духу оригинальных видеоигр. Премьерный показ состоялся 2 октября 2002 года.

## Сюжет
Действие разворачивается в отдаленной звёздной системе. Группа космических патрульных, известная как «Джеттерсы», выполняющая работу полиции, обезвреживает преступников, защищает мирных граждан на различных планетах. Лидер команды — бомбермен по имени Майти, решительный и серьёзный. Майти старается уделять больше внимания своему младшему брату Сиробону, который пока ещё совсем не умеет обращаться со своими бомбами, и ко всему прочему, любит поплакать. В один день, Майти бесследно исчезает. Оказавшись без лидера, «Джеттерсы» находятся на грани распада, однако по воле случая Сиробон вступает в их ряды и теперь перед ним сразу несколько целей — стать сильнее, найти своего пропавшего брата, и победить банду Хигэ-Хигэ, которую возглавляют генерал Мудзё, доктор Мехадок и загадочный космический коллекционер Багура.

## Персонажи

### Положительные герои
Сиробон (яп. シロボン Сиробон, Белый Бомбер) — главный персонаж аниме. Он сильно отличается по характеру и, вероятно, по возрасту от своих версий в играх. Ему около 12 лет, и он ведёт себя соответственно. Сиробон наивен, не очень смел и часто плачет из-за своих неудач. Он очень любит своего брата Майти и восхищается им. Когда Майти пропал, Сиробону пришлось попроситься в команду «Джеттерсов». Его взрывной уровень (сила, которая определяет мастерство бомберменов) — всего 1 звезда из 5 (хотя в дальнейшем он получил и другие звезды).
Сэйю: Томоко Канэда
Шаут (яп. シャウト Сяуто) — девушка, одна из команды «Джеттерсов», занявшая пост лидера после исчезновения Майти. Шаут вспыльчива, часто ругается и грубо ведёт себя по отношению к Сиробону (изначально она была против его вступления в команду). Однако это лишь внешняя сторона её характера. На самом деле Шаут довольно отзывчива и за время приключений с братом Майти успела к нему привязаться. В свободное от миссий время работает в раменной и развозит заказы по ближним планетам.
Сэйю: Риса Мидзуно
Берди (яп. バーディ Ба:ди) — второй по статусу член команды. Он был близким другом Майти и стал очень переживать, когда тот пропал, хотя и старался не показывать этого. Берди очень серьёзен, силен и может справиться с группой врагов в одиночку. Он также старается подавать пример Сиробону и не выказывать своего расположения, ведя себя с ним сурово и холодно, но когда последнего нет рядом, Берди можно легко вывести из себя. В свободное от миссий время он работает таксистом.
Сэйю: Масами Ивасаки
Бонго (яп. ボンゴ Бонго) — изобретатель с планеты Додомпа, выполняющий роль механика и инженера команды. Внешне он похож на крупного медведя или выдру. Бонго любит поесть и практически все свои предложения заканчивает, добавляя к словам приставку «-бонго».
Гангу (яп. ガング Гангу) — маленький робот, выполняющий роль чемоданчика с инструментами. Он дружит с Бонго, но ненавидит, когда тот переделывает его, добавляя новые функции (чаще всего без разрешения и для того, чтобы готовить какую-то еду). Гангу не помнит, кто его создал и для чего. В сериале периодически дается намёк на то, что он может быть боевым роботом.
Майти (яп. マイティ Майти) — бывший лидер «Джеттерсов». Сильный и смелый, Майти всегда готов прийти на помощь, кому бы то ни было. Он любит своего младшего брата, хотя и временами устает от его жалоб. Без вести пропал на задании.
Сэйю: Хироки Такахаси
Доктор Эйн (яп. Dr.アイン Докута: Айн) — профессор, который помогает «Джеттерсам» и руководит их миссиями. Внешне он напоминает Альберта Эйнштейна (о чём свидетельствует его имя) — у него седые вздыбленные волосы, большие усы и очки, которые он никогда не снимает. Доктор имеет симпатию к бабушке Сиробона, но та не отвечает ему взаимностью.
Сэйю: Кэнъити Огата

### Отрицательные герои
Банда Хигэ Хигэ (яп. ヒゲヒゲ団 Хигэхигэ-дан) — отряд роботов, подчиняющихся Мудзё и Багуре. Все они выглядят одинаково, носят чёрный обтягивающий костюм, белые сапоги с перчатками, пояса и антенны, похожие на рожки, на голове. Они не разговаривают на обычном языке, произнося лишь слово «хигэ» с разными интонациями. Впервые эти персонажи появились именно в играх о Бомбермене в качестве врагов.
Мудзё (яп. ムジョー Мудзё:) — солдат Багуры, руководящий его армией. Внешне он выглядит как обычный человек, нося солнечные очки и плащ. Мудзё — глупый, жадный и недалекий злодей, он постоянно проваливает порученные ему задания и разочаровывает своего предводителя. Он ценит лишь своих «парней» (отряд Хигэ-Хигэ) и Маму — бармена, с которой он в свободное время беседует в её баре. Муджо даже ведет себя как строгий отец по отношению к «Русалочка-бомбер» в аниме Bomberman Jetters, подобно тому, как король Тритон был строгим отцом по отношению к Ариэль в диснеевской франшизе «Русалочка».
Сэйю: Кодзи Исии
Макс (яп. マックス Маккусу) — таинственный наёмник, работающий на Багуру. Его лицо всегда скрыто чёрным шлемом с двумя выпуклыми стеклянными глазами. Он превосходно выполняет свою работу, обходя и Мудзё, и Джеттерсов, чем и заслужил восхищение своего начальника. В сериале неоднократно даются намёки, что Макс может быть связан с исчезновением Майти, однако, это раскрывается в конце сериала.
Сэйю: Хироки Такахаси
Багура (яп. バグラー Багура:) — эксцентричный космический коллекционер. Его цель — собрать уникальные предметы со всей Вселенной, для чего он посылает Мудзё захватить и доставить их, однако тому всегда мешают «Джеттерсы». Он носит золотой монокль. Несмотря на его главенство над бандитами, его роль не такая уж отрицательная. Впервые он появился именно в играх о Бомбермене, выступая в качестве финальных боссов во многих частях.
Русалочка-бомбер (яп. マーメイドボンバー Русалочка-бомбер), ранее известная как Бомбер-Русалка, — женский персонаж с водной тематикой, появившийся в игре Bomberman Online и аниме Bomberman Jetters, а также в адаптации видеоигры франшизы Bomberman. Однако, в отличие от большинства персонажей-русалок, у нее есть пара рыбьих ног. А еще у нее есть огромный и милый роботизированный спинной плавник на спине ее рыбьего платья. Единственный раз, когда мы официально видим ее как традиционную русалку с розовым хвостом, это когда она прыгает из океана, чтобы стать человеком на суше во время боя, как в оригинальной сказке Ганса Христиана Андерсена «Русалочка». Некоторым поклонникам она напоминает вестерна-бомбермена Ариэль из диснеевской франшизы «Русалочка». В Bomberman Jetters в целом она может быть эгоистичной и раздражающей по отношению к другим людям, таким как Крик, Белый Бомбардировщик и даже Муджо, которого она считает своим приемным отцом-человеком, но на самом деле даже у нее есть одинокая сторона, от которой она устала. быть одиноким, чувствовать себя обделенным, быть бомбардировщиком в стиле русалки. Хотя у нее есть безответный любовный интерес к Берди, он, к сожалению, не может жить с ней постоянно в море, потому что он земной инопланетянин. В противном случае он бы утонул под водой. Муджо даже ведет себя по отношению к ней как строгий отец в «Bomberman Jetters», как король Тритон был по отношению к Ариэль в диснеевской франшизе «Русалочка».
Пламенный бомбардировщик (яп. フレイムボンバー Пламенный бомбардировщик) — Пламенный бомбардировщик - персонаж-бомбардировщик на огненную тематику, который произошел из аниме Bomberman Jetters и адаптации видеоигр франшизы Bomberman. У него ребяческий характер, и он обычно не воспринимает свою злодейскую роль всерьез, а борьбу с врагами он рассматривает как игру. Он также напоминает некоторым фанатам вестерн-бомбермена «Человек-Огонь Огненный Человекt» из франшизы Cartoon Network «Бен 10».
Громовой бомбардировщик (яп. サンダーボンバー Громовой бомбардировщик , Громовой бомбардировщик) — Громовой бомбардировщик родом из игры Bomberman Online (2001), является персонажем-бомбардировщиком на тему молний в аниме и видеоигре Bomberman Jetters. Он самый жестокий, но мудрый лидер команды бомбардировщиков Ситэнноу. Он кажется самым зрелым из Бомбардировщиков Ситэнноу, если не самым параноидальным: там, где его братья играют или дружат со своими соперниками, Громовой Бомбардировщик серьезно относится к своей работе. Он уважает Муджо и беспокоится о Гранд Бомбардировщике, когда он не только дружит с Белым Бомбардировщиком, но даже подумывает о присоединении к Джеттерс. Убежденный, что Макс пытается выгнать Муджо с работы, он даже утверждает, что это заговор! Поле боя «Громовой бомбардировщик » никогда не показывалось физически в аниме, но в видеоиграх это электронный стадион.
Гранд Бомбер (яп. グランボンバー Гранд Бомбер) — персонаж-бомбардировщик рок-тематики в аниме и видеоигровой адаптации Bomberman Jetters. Он гигантский бомбардировщик, член Bomber Shitennou, который дружелюбен к другим, таким как Shout, White Bomber и даже Mujoe. Его поле битвы — ферма в аниме, но это подполье в видеоиграх. Однако Grand Bomber — наименее умный из группы, его легко сбить с толку тем, что говорят другие, хотя у него есть интеллект. Однако он более зрелый, чем Flame и Mermaid, и даже Thunder, и является самым дружелюбным, добрым и доброжелательным членом Shitennou. Он показывает, что хочет быть мирным фермером, выращивающим рис, а не сражаться за Hige Hige. В целом, он может быть гигантским и опасным на вид членом команды Bomber Shitennou, но он все равно удивительно дружелюбный, но одинокий человек, который хочет подружиться с другими людьми, такими как Шаут и Сиробон.

## Саундтрек
Начальные темы: «Boku wa Gakeppuchi» (僕は崖っぷち, 01-44 серии), «Hop! Skip! Jump!» (45-52 серии) в исполнении Хидэо Сувы.
Завершающие темы: «Little Memories of When I Was Small» (01-36 серии), «Love Letter» (37-52 серии) в исполнении PARQUETS.

## Адаптации
Игра с одноимённым названием вышла для игровых консолей Nintendo GameCube, PlayStation 2, и Game Boy Advance в 2003 году. На Западе была локализована только версия для GameCube.
Игра использует графический стиль cel-shading, который до этого применялся в других играх о Бомбермене. В роли главного героя выступает Сиробон. Версия для Game Boy Advance отличается от прочих и представляет Майти в качестве управляемого персонажа.
Существует также ещё одна игра по этой вселенной, также вышедшая на GBA — Bomberman Jetters Game Collection. В отличие от основных частей, она представляет собой сборник мини-игр, где игрок может выбрать одного из персонажей, знакомых по сериалу.